# Листок

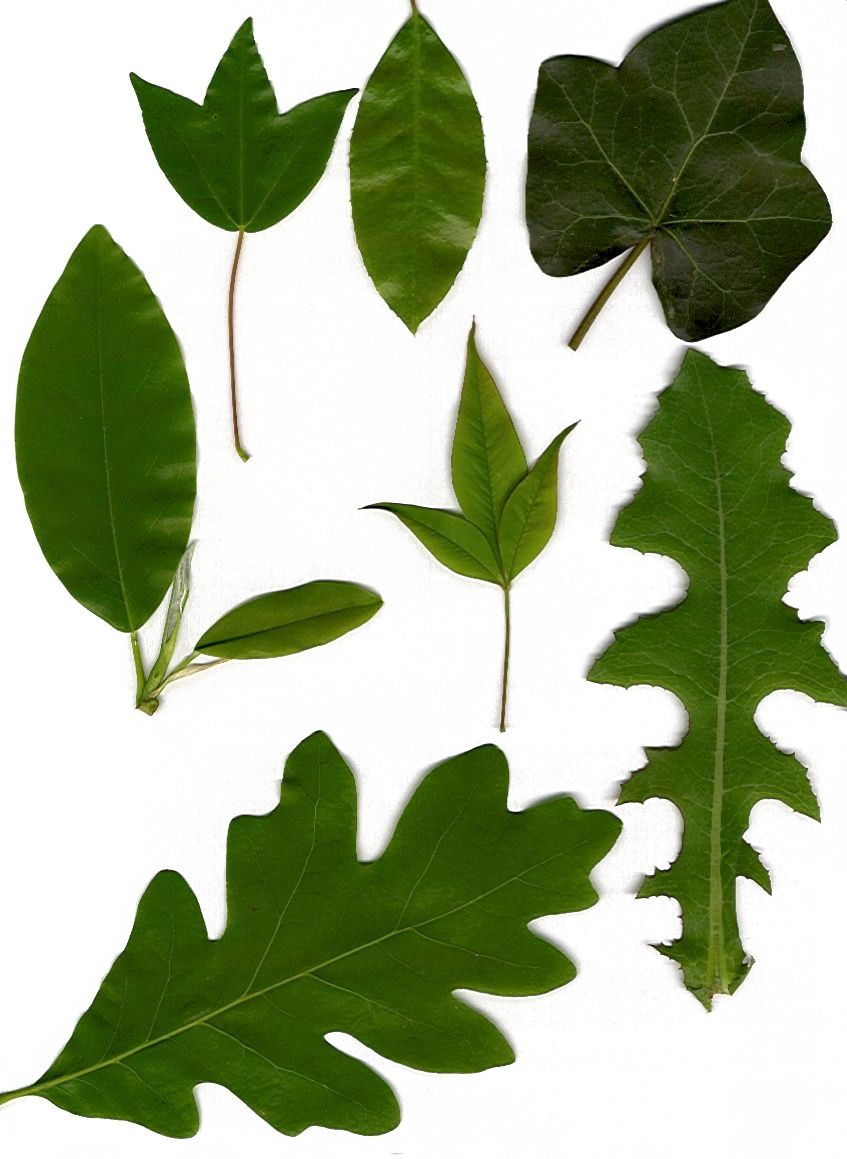
Листки рослин

Листо́к (лат. folium, грец. phýllon) — вегетативний орган судинних рослин, що виконує функції фотосинтезу, транспірації (випаровування) й газообміну. Розміри листків найчастіше коливаються в межах 3—12 см, однак є й винятки. Наприклад, вікторія амазонська з родини німфейних має листки діаметром до 2 м, які можуть витримати вантаж понад 50 кг, а деякі тропічні пальми мають листки завдовжки 20—25 м (разом із черешком). Це бічна, зазвичай плоска, частина пагона зеленого кольору. Першими листками насінних рослин є сім'ядолі зародка. Потім завдяки заросткам верхівкової меристеми формуються надземні або підземні листки. Листкова пластинка виконує основні функції листка. Черешок виконує опорну й провідну функції, регулює положення листкової пластинки відносно напрямку світла. По черешку проходять судинно-волокнисті пучки, які з'єднують стебло з листковою пластинкою. Прилистки також можуть мати різну форму й розміри.

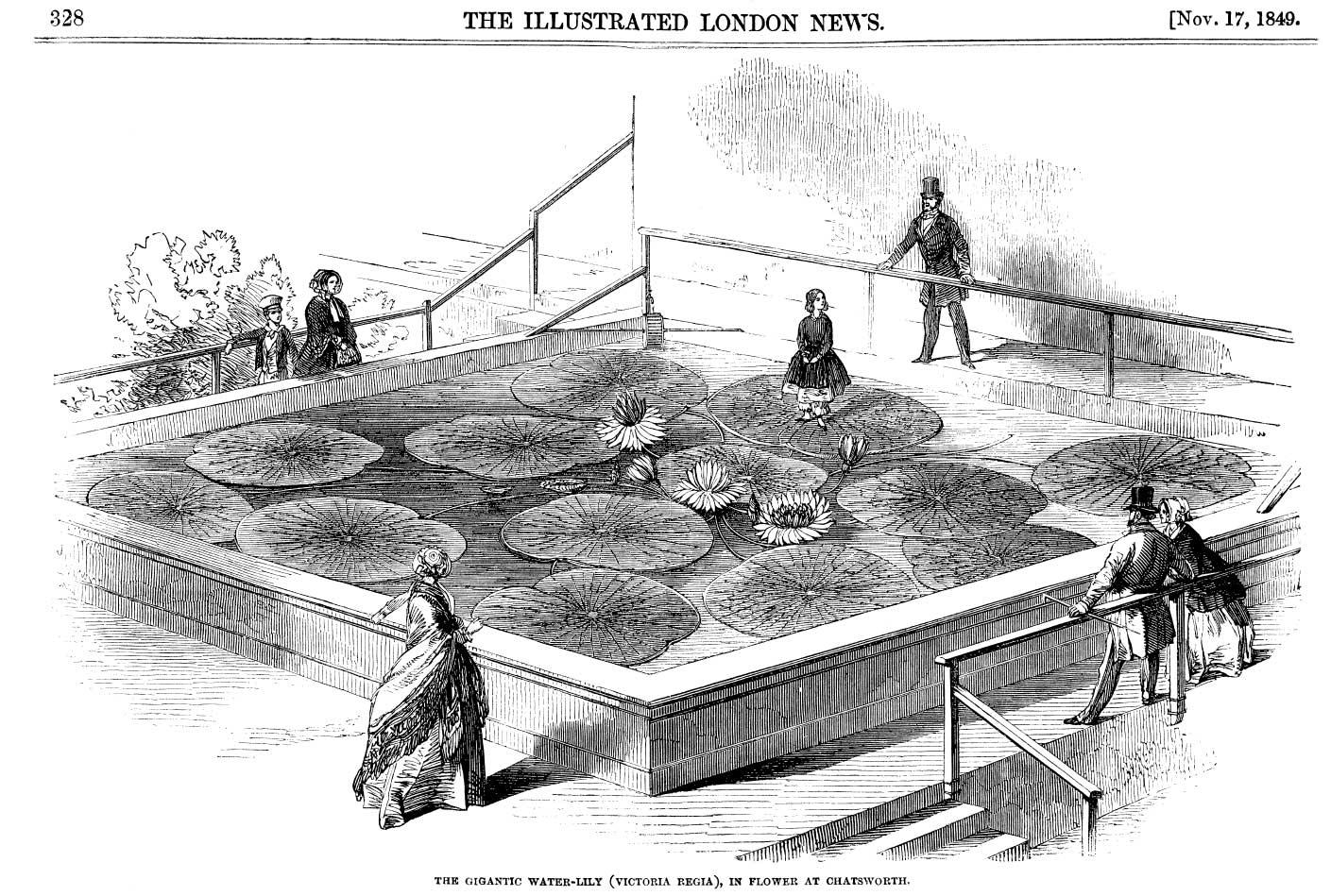
Листок Victoria regia

Листок — бічний дорсивентральний орган пагона з детермінованим (обмеженим) ростом, пристосований до здійснення фотосинтезу, газообміну, транспірації, а також може виконувати запасальну функцію, слугувати для вегетативного розмноження, навіть бути ловильним апаратом у рослин-хижаків.
На одній рослині листки бувають анатомічно та морфологічно відмінними, що є проявом пластичності цих органів. Певні сукупності листків (формації) різняться положенням, будовою та переважаючою функцією.
Пластичність листка проявляється у формуванні різних формацій, а також у здатності змінюватися під впливом умов зовнішнього середовища (гетерофілія).

## Зовнішня будова
Типовий листок складається з листкової пластинки (лат. lamina foliaris), черешка (лат. petiolus) й прилистків (лат. stipulae). Черешки й прилистки розвинені не на всіх листках. Листки без черешка називаються сидячими. Отже, листкова пластинка — основна частина листка. Якщо листкова пластинка одна, то листок називається простим, а якщо кілька — складним.
Наприклад, прості листки мають береза, липа, дуб, бузок, а складні — конюшина, акація, троянда. Листкові пластинки складного листа розміщуються на загальному черешку, який має назву рахіс. Цікаво, що при листопаді кожен листочок складного листа відпадає окремо.

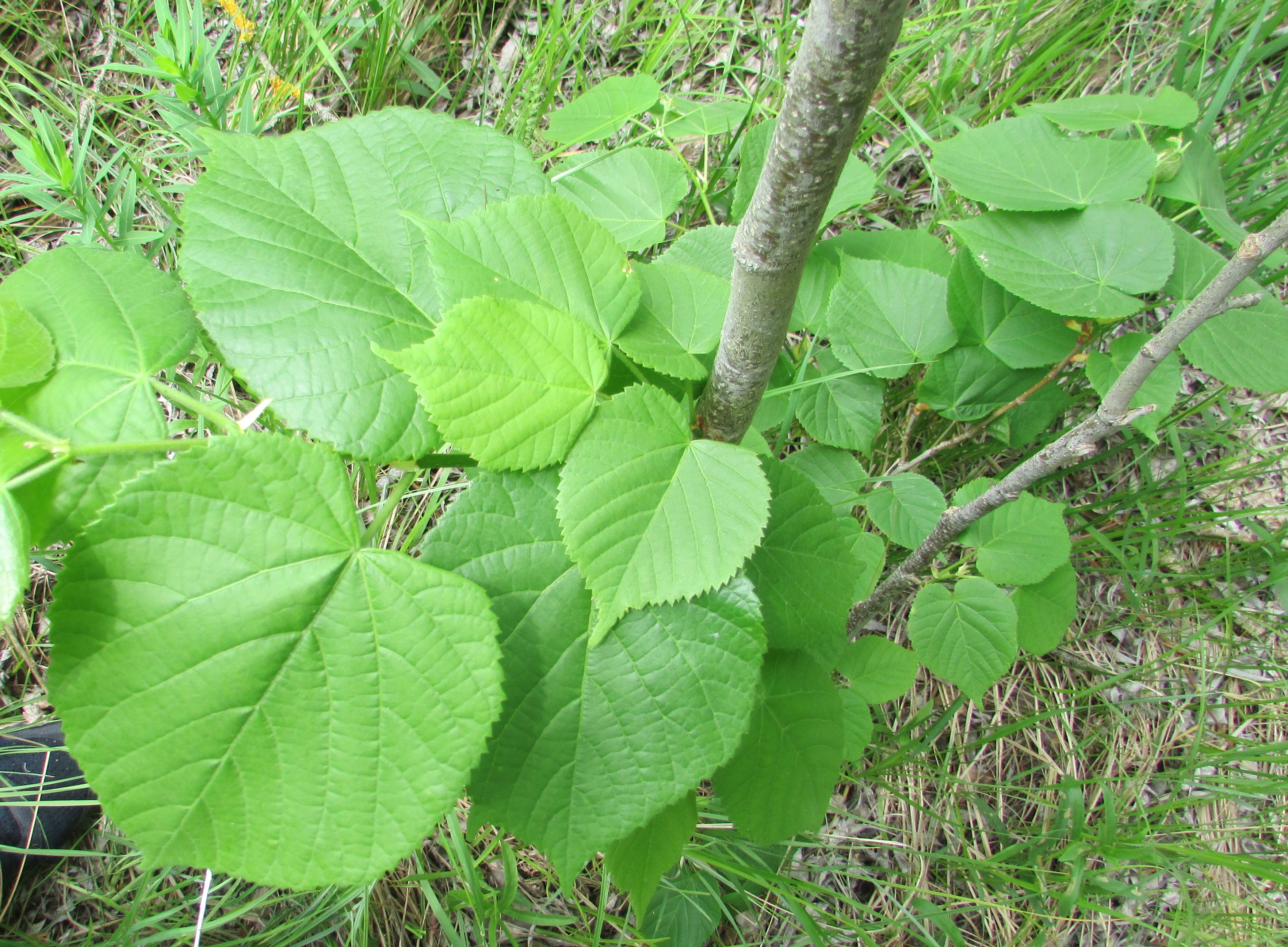
Прості листки липи

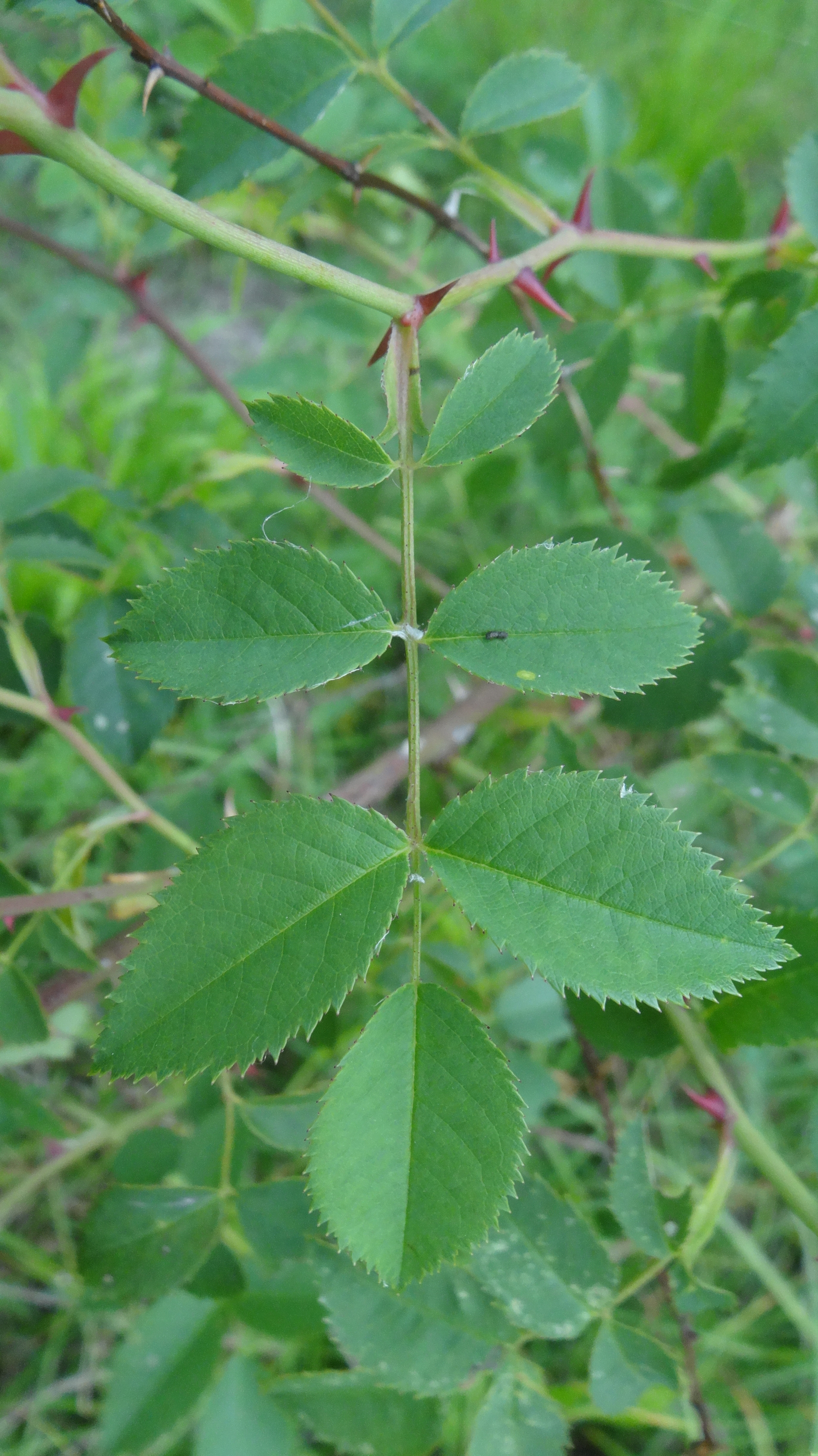
Складний листок шипшини

Як правило, на листку добре помітні жилки — провідні пучки, по яких листок отримує воду з мінеральними речовинами, а синтезовані в листку органічні речовини відводяться до інших органів рослини. Жилки також виконують опорну функцію для клітин листка.

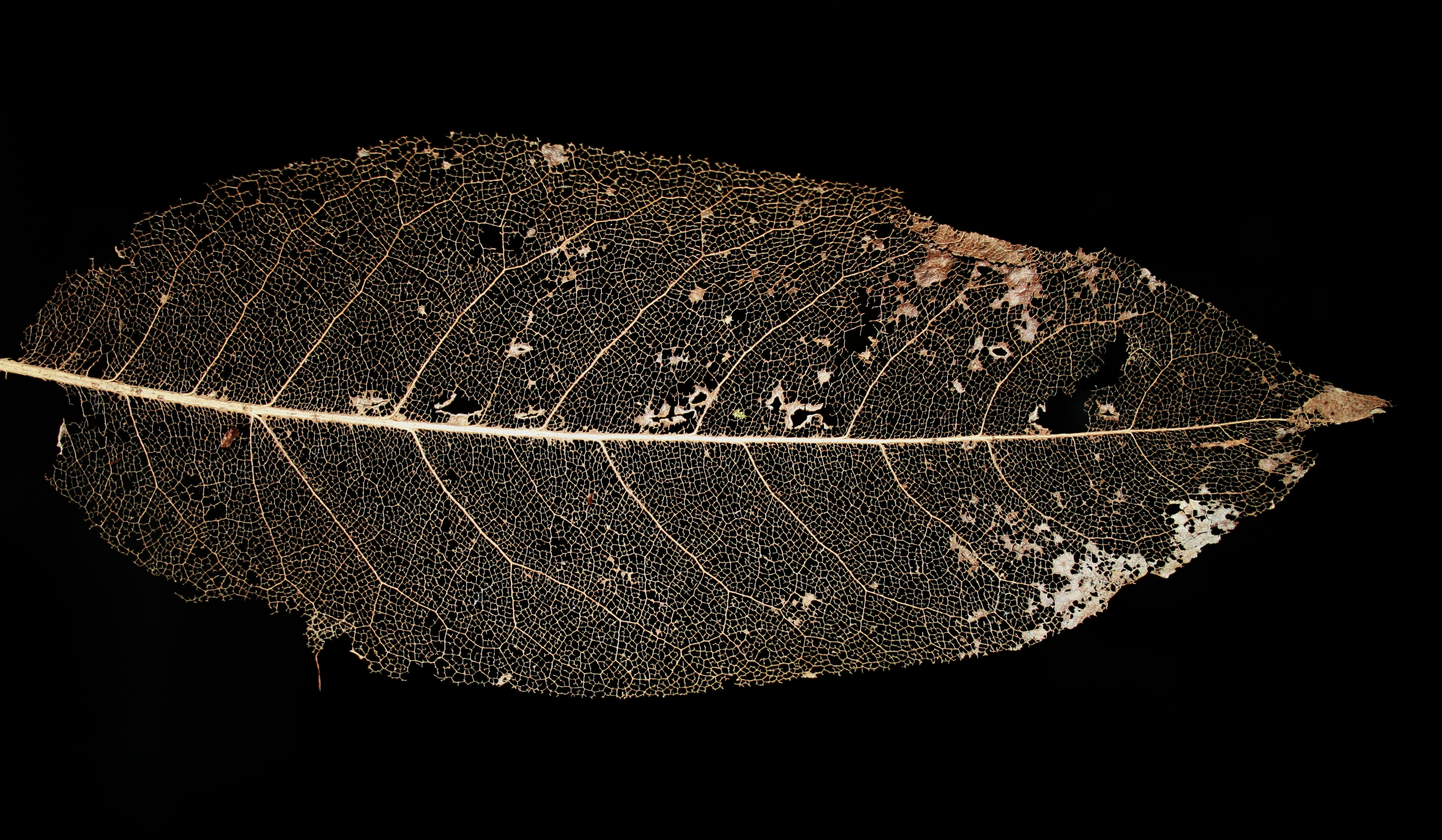
Скелет жилкування листка

Виділяють 4 основні типи жилкування:
- паралельне — жилки розташовані вздовж листка паралельно одна одній (наприклад, у злаків);
- дугове — жилки при основі й на кінці листка зближуються (наприклад, у подорожника, конвалії);
- сітчасте — чітко виділяється центральна жилка (одна або кілька), від якої відходять бічні, меншої товщини, які, своєю чергою, неодноразово галузяться, утворюючи цілу мережу дрібних жилок (наприклад, у кропиви, клена, дуба);
- дихотомічне — жилки галузяться вилчасто (наприклад, у гінкго дволопатевого).

Інші типи жилкування показано на малюнку нижче.

## Морфологія

Форми листкової пластинки, країв та жилкування листків

Різноманіття зовнішнього вигляду листя дуже широке, тому природно, що існує потреба в їх класифікації. Малюнок дає досить вичерпну картину зовнішньої морфології листкової пластинки. Розглянемо деякі підходи до її класифікації.
Листкові пластинки можуть мати різну форму, риси країв, жилкування й почленованість. У більшості рослин пластинки двосиметричні, поділені за лінією голої жилки на праву і ліву частини. Вони також дорсовентральні: їхні верхній і нижній боки відрізняються за типом будови. Листкові пластинки вкриті волосками й восковим нальотом для захисту від надмірного випаровування й несприятливих умов.
Прості листки залежно від форми листкової пластинки можна поділити на дві великі групи:
- з нерозчленованою пластинкою
  - голчастий (хвойні)
  - лінійний (злаки)
  - ланцетний
  - округлий
  - яйцеподібний
  - обернено яйцеподібний
  - щитоподібний
  - серцеподібний
  - ниркоподібний
  - стрілоподібний
  - списоподібний тощо;

- з розчленованою пластинкою
  - лопатевий — розчленування досягають 1/3-1/4 листкової пластинки
    - трійчастолопатевий
    - пальчатолопатевий
    - перистолопатевий

  - роздільний — глибина вирізів понад половину ширини листкової пластинки
    - трійчастороздільний
    - пальчастороздільний
    - перистороздільний

  - розсічений — розчленування доходять до центральної жилки чи основи листка
    - трійчасторозсічений
    - пальчасторозсічений
    - перисторозсічений

До цієї класифікації дещо «не вписується» листок картоплі. Він є своєрідним: за формою він перистий, але розчленування неоднакове, великі долі чергуються з маленькими. Такий листок матиме назву «непарнопереривчастоперисторозсічений».
Наступна класифікація простих листків за формою краю листкової пластинки. Розрізняють:
- пилчастий
- двічі пилчастий
- зубчастий
- городчастий
- суцільний та ін.

Класифікація складних листків дещо нагадує класифікацію простих з розчленованою листковою пластинкою. Виділяють:
- трійчастоскладний
- пальчастоскладний
- перистоскладний
  - парноперистоскладний (рахіс закінчується двома листочками)
  - непарноперистоскладний (рахіс закінчується одним листочком)

## Розміщення на пагоні
Листки розміщуються на пагонах у певному порядку, не затінюючи один одного. У більшості квіткових рослин (яблуня, груша, верба, осокір та ін.) розміщення листків спіральне, або чергове (вони прикріплені по одному у вузлі). Кількість листків, що замикають спіраль на стеблі, називається листковим циклом. Він може складатися з одного або двох обертів спіралі на пагоні. У кожному оберті по два — п'ять і більше листків.
У бузку, глухої кропиви, гвоздики листки прикріплені парами й розміщені на стеблі один проти одного. Таке розміщення листків називають супротивним. Кожна пара відносно верхньої й нижньої пар розміщена навхрест, що сприяє кращому використанню світла.
Якщо до одного вузла прикріплені п'ять і більше листків, то таке розміщення називають кільцевим. Воно буває у хвощів, ялівцю, воронячого ока. У маренки запашної (Asperula odorata), підмаренника північного (Galium boreale) розміщення листків несправжньокільцеве. Крім двох листків, у їхніх кільцях є розрослі прилистки.
У рослин з прикореневими листками вони зібрані біля землі на дуже вкороченому стеблі з майже недорозвинутими меживузлями (у кульбаби, кок-сагизу), а в перший рік вегетації — у буряка, моркви та ін.

## Гетерофілія
Гетерофілі́я (від грец. héteros — різний та phýllon — листок), або різнолистість — це відмінності у формі, розмірах і структурі листків однієї рослини.
Не всі листки на пагоні однакові. При проростанні рослини з насіння першими з'являються листки зародка — сім'ядолі. У середній частині пагона пізніше розвиваються серединні листки. Вони зелені й характеризуються всією різноманітністю морфології, описаною вище. Верхівкові листки розвиваються близько суцвіття, це покривні листки квіток — при́квітки. Вони недорозвинуті, слабко розчленовані, часто плівчасті. Часто бувають радикально відмінними між собою розеткові (прикореневі) і стеблові листки.

## Метаморфози (видозміни) листка
Учення про метаморфози в рослин висунув Й. В. Гете 1790 р. Він розвивав ідею єдності всіх органів рослини, які є видозмінами (метаморфозами) листка.
Метаморфози листка виникли в процесі еволюції як пристосування рослин до певних умов. Багато видозмін листків схожі з видозмінами пагона (стебла).
- Вусики характерні для повзучих рослин, у яких частина листка або навіть весь листок перетворюються на ниткоподібні вирости. Чудовий приклад — горох посівний. У нього на вусики перетворена верхня частина рахісу та 3—7 листочків. Виноград теж має вусики, проте вони не листкового походження, оскільки, по-перше, відходять з пазухи листка, а по-друге — можуть галузитися, що властиво пагону, а не листку.
- Колючки виникають як пристосування до посушливих умов зростання, наприклад, у кактусів, таким чином зменшуються втрати води рослиною. Колючками можуть ставати закінчення жилок, рахіс, прилистки. Такі колючки захищають рослину від поїдання тваринами. Колючки стеблового походження також легко відрізнити від листкових: вони знаходяться в пазусі листка та інколи галузяться (наприклад, колючки глоду, сливи, гледичії — це все приклади видозмін пагона).
- Ловильні апарати, напевно, найвищий ступінь спеціалізації листка. Вони властиві комахоїдним рослинам. Зростаючи на бідних ґрунтах, росичка, непентес та інші комахоїдні рослини змушені шукати додаткове джерело поживних речовин, а саме азоту. У процесі еволюції в них виникли ловильні апарати, пристосовані для полювання на комах та інших дрібних тварин.

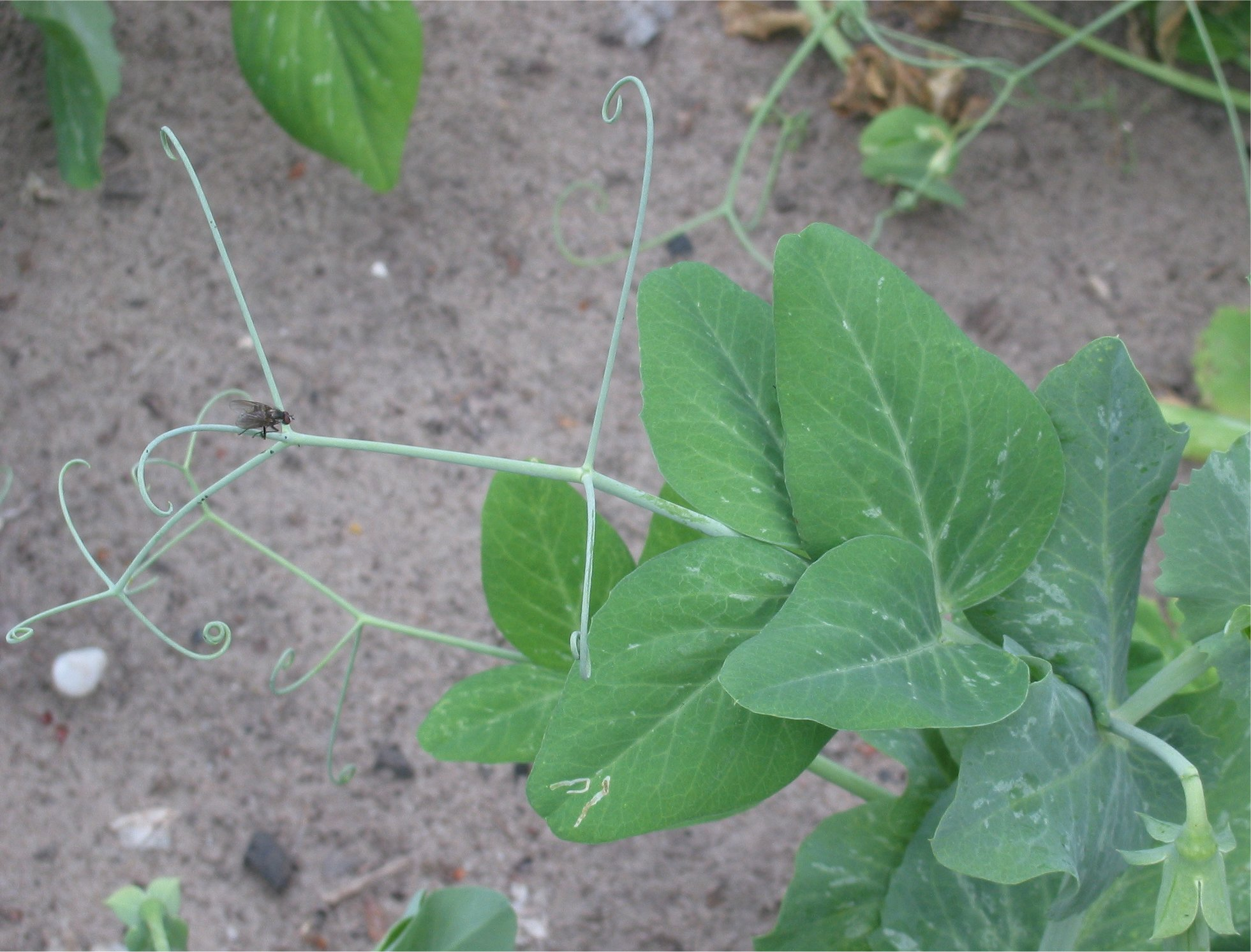
Вусики гороху посівного
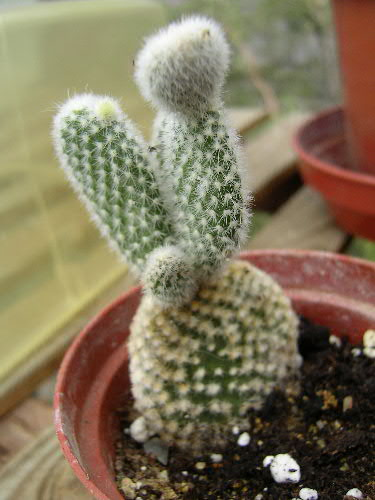
Колючки опунції
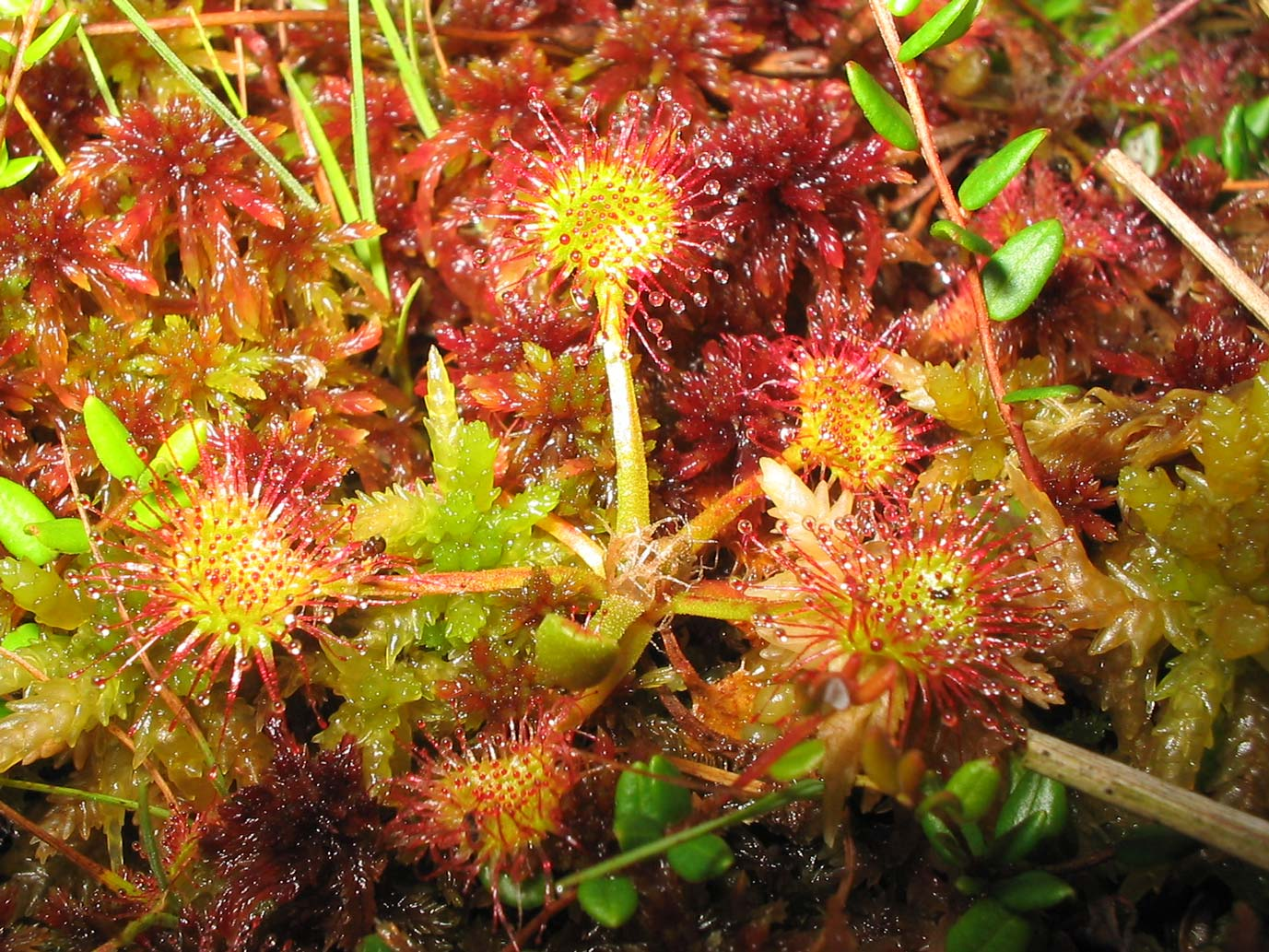
Комахоїдна рослина росичка круглолиста
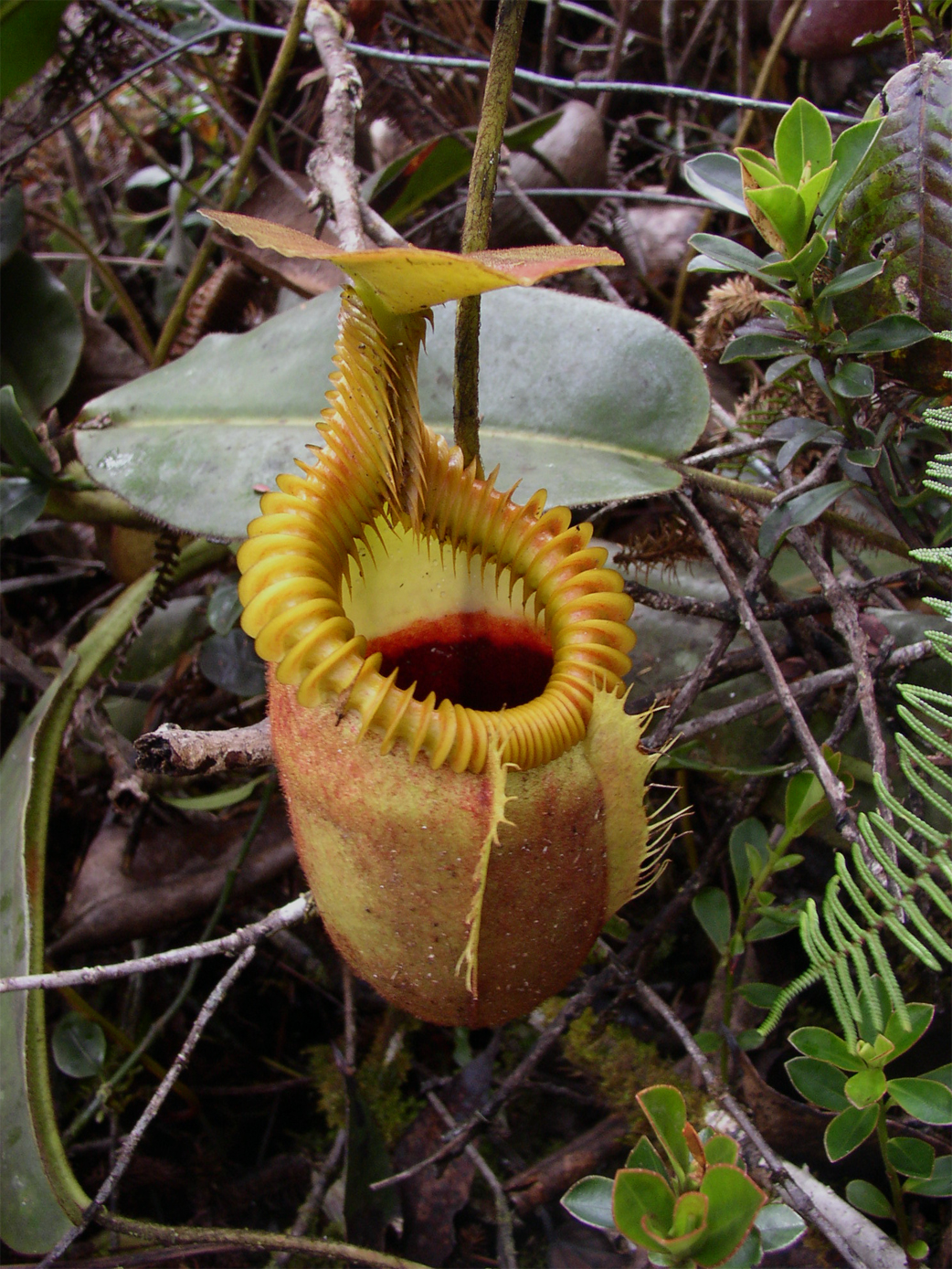
Комахоїдна рослина непентес

## Внутрішня будова листка

Схема внутрішньої будови листка

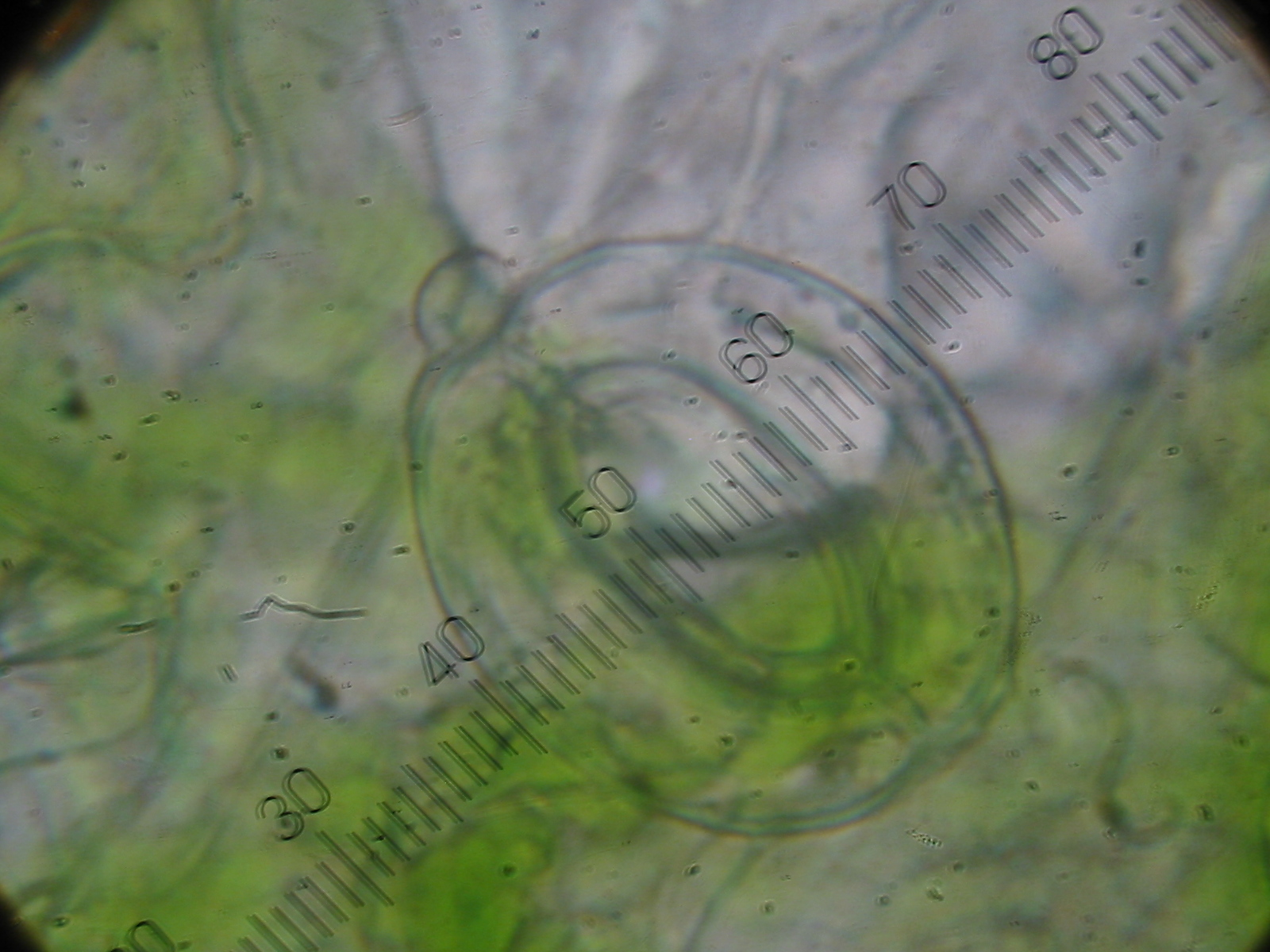
Продих листка під мікроскопом

Звичайно листок складається з таких тканин:
Епідерміс — шар клітин, що захищають від шкідливого впливу зовнішнього середовища й надлишкового випаровування. Часто ззовні епідерміс листка вкритий воскоподібним захисним шаром — кутикулою.
Мезофіл, або паренхіма — внутрішня хлорофіловмісна тканина, що виконує основну фотосинтетичну функцію.
Мережа жилок, утворених провідними пучками, складають судини, ситоподібні трубки (елементи ксилеми та флоеми — для переміщення води, розчинних солей та цукрів) і виконують механічну функцію.
Продихи — спеціалізовані комплекси клітин, переважно розташовані на нижній поверхні листків, через які відбувається випарування води (транспірація) й газообмін.
Як і в усіх інших органів, будова листка та його функції тісно пов'язані між собою. Зверху й знизу листкова пластинка покрита епідермісом. Зовнішні стінки клітин епідермісу потовщені і вкриті кутикулою (особливо в ксероморфних рослин), але можуть бути й відносно тонкими в рослин вологих місцезростань. Бічні стінки клітин звивисті, що сприяє міцному з'єднанню їх між собою.

## Функції
Як було зазначено вище, листок виконує три основні функції:
1. фотосинтез — в клітинах мезофілу листка знаходяться хлоропласти — органели фотосинтезу, в хлоропластах енергія світла перетворюється на енергію хімічних зв'язків і як побічний продукт виділяється кисень;
2. транспірація — кутикула на поверхні епідерми листка сприяє зменшенню випаровування води з одиниці поверхні, а продихи дозволяють регулювати цей процес, тому транспірація, на відміну від простого випаровування, — процес фізіологічний;
3. газообмін — через продихи, по міжклітинному простору (міжлітинниках) до клітин надходить вуглекислий газ (для фотосинтезу), кисень (для дихання), а також виводиться зайва водяна пара та кисень, що утворився в процесі фотосинтезу.